# 青梅電気鉄道の電車
青梅電気鉄道の電車（おうめでんきてつどうのでんしゃ）
本項では、青梅電気鉄道（現在の東日本旅客鉄道青梅線）が保有した電車について記述する。

## 概要
青梅電気鉄道は当初は青梅鉄道と称し、1894年（明治27年）に開業した軌間762mmの蒸気動力による軽便鉄道であったが、1908年（明治41年）に全線を官設鉄道と同じ1067mmに改軌し、さらに1923年（大正12年）には、直流1200Vによる電化が行なわれた。その後、1929年（昭和4年）6月に中央本線の1500V電化が立川まで延伸されたのに合わせ、1930年（昭和5年）に1500V昇圧を行っている。
電車による旅客輸送は1923年の電化時からで、1921年（大正10年）に製造された木製客車を改造した3両が、青梅電気鉄道最初の電車となった。その後は原則として比較的大型の鋼製車を新製しており、当時多かった鉄道省からの譲受け木製車は、1両のみである。青梅電気鉄道は、1944年（昭和19年）4月1日付けで戦時買収され、運輸通信省の青梅線となった。この時点での引継ぎ車は、電気機関車4両、電車24両、貨車267両である。
青梅電鉄買収電車は、電動機の台車への装架方法（バー・サスペンション型の吊り掛け式）や、イギリスのイングリッシュ・エレクトリック（デッカー）系電動カム軸式制御器など、鉄道省標準方式との互換性に乏しい特殊な機構を備えており、保守に難渋したことから、買収国電の中では最も早く電動車の継続運用を断念され、1944年（昭和19年）7月、電動車は一斉に電装を解除された。
戦後は、沿線に横田基地を控えて輸送量が急増したため荒廃が激しく、私鉄払い下げ等による早期淘汰の対象となった。1953年（昭和28年）の車両形式称号規程改正時点で国鉄形式を与えられたのはわずかに6両のみで、いずれも電装を解除して制御車となっていた。

## 形式

### デハ1形 → モハ1000形
デハ1形は、1923年の電化に際して、1921年梅鉢鉄工所製の15m級木製客車（ホハ1形）を電動車に改造したもので、3両（デハ1 - 3）があった。これらの客車は、製造当初から電車に改造することを見越して製造されたいわゆる「電車型客車」で、出入台（ヴェスビチュール）を設けず、側面窓配置は1D222D222D1で、前面は軽いRを付けた非貫通3枚窓である。屋根はモニター形であるが、明り取りには用いず、モニタールーフの両側にガーランド式通風器を4組設けている。
本形式は、1933年（昭和8年）10月に従来Hポール式の仕切りがあっただけの運転室を本格的に整備して仕切りを設置した。1939年（昭和14年）8月には、車体に2mm厚の鋼板を貼付けての補強が行なわれ、モハ1000形（モハ1001 - 1003）に改められた。この時点での諸元は、最大長15443mm×最大幅2670mm×最大高4191mmで、自重は26.9t、定員は100人（うち座席34人）、電動機出力は65kW×4、歯車比は20:64=1:3.20である。台車は鉄道省明治45年式台車電車用の同型品である、ホイールベース2184mmのイコライザー式であった。
1943年（昭和18年）には、1002, 1003が新造のモハ507, 508に電動機等の電装品を転用するため電装解除され制御車となっていたが、形式番号の変更は行なわれていない。国有化後の1945年（昭和20年）には、1001が五日市線で客車代用として使用された。1001は1948年（昭和23年）10月に正式に客車に類別変更されてナハ2331に改められたが、その後事業用車（工事車）に転用されナヤ6581、1953年にはナヤ2651に改番されている。
一方、1002は1945年1月に沢井で衝突事故を起こして使用停止となり、1003は戦災により大量の車両を失った東急井の頭線（現在の京王井の頭線）に応援として貸し渡されていたが、1949年（昭和24年）3月に両車ともに廃車解体された。

### デハ1形 → クハ4形
1924年（大正13年）11月に増備された両運転台式の制御電動車で、クハニ1形と同時に日本車輌製造東京支店で1両（デハ4）のみが製造されたものである。主要寸法や基本スペックはデハ1 - 3とほぼ同様だが、窓配置が異なっており、2D122D221D2であった。また、前面の雨樋もデハ1 - 3が直線であるのに対し曲線となっており、通風器もトルペード（水雷）形に変更されている。デハ100形の製造を機に歯車比が4.19から3.20に改められたが、1932年（昭和7年）1月に電装解除されクハ4形（4）となった。1933年には、混雑対策として座席の減少が実施され、従来の定員92人（うち座席40人）が118人（うち座席40人）に改められた。
国有化後の1945年には、五日市線で客車代用とされており、1948年10月には正式に客車に類別変更されてナハ2324と改められた後、1949年に廃車となった。

### クハニ1形 → クハ1形
クハニ1形は、前述のデハ4とともに1924年に日本車輌製造東京支店で2両（クハニ1，2）が製造されたもので、同系の車体を持つ。車体寸法はデハ4と同様で、形態もほぼ同様であるが、運転室直後に荷物室がある関係で、側面窓配置は1D（荷）22D2222D1となり、荷物室の扉は他のものより幅が広かった。
1933年には、手荷物輸送が貨物列車に変更されたことから、荷物室を客室に変更することとしたが、この機会に混雑対策として座席の減少を図ることとなり、従来の定員82人（うち座席40人）を100人（うち座席22人）としている。これにより形式はクハ1形に変更されたが、番号は不変である。
国有化後の1945年には、1が五日市線で客車代用、2が東急井の頭線に貸し出されていたが、1は1948年10月に正式に客車へ類別変更されてナハ2323となり、1949年に廃車解体された。一方の2は南武線に移った後、1947年に休車となり翌年10月に廃車、1951年（昭和26年）に解体された。

### デハ100形 → モハ100形
デハ100形は、1926年（大正15年）および1928年に計6両（101 - 106）が製造された両運転台式の制御電動車で、青梅電気鉄道初の半鋼製車である。1926年製の2両（101, 102。以降「前期形」と呼ぶ）は日本車輌製造東京支店製、1928年製の4両（103 - 106。以降「後期形」と呼ぶ）は川崎造船所製で、基本的には同形なものの、細部が異なる。
車体は半鋼製、側窓は一段下降式で、やや高い位置にあるものの幅が広い（914mm）後に「青梅形」と呼ばれるスタイルで、窓配置は1D131D131D1である。台枠には、木製車と同様にトラス棒が取付けられており、台車や電装品など機器類のスペックは在来木造車に準ずる。屋根は丸屋根となり、前期形は屋根上2列4組、後期形は屋根中心線上にガーランド形通風器が設置される。前期形は扉間の車体裾に平山形の切り込みがあり台枠の一部が露出しているのに対し、後期形は車体裾が直線となっているのが異なる。最大寸法は、最大長16804mm×最大幅2736mm×最大高4098mmで、自重は27.4tおよび30.9t、定員は120人（うち座席38人）である。
101は1950年2月に身延線に移り、運転室直後に荷物室を設けて「クハニ」として使用されたが、同年8月に落雷によって全焼、翌年除籍されている。102は1945年に東武東上線へ応援のため貸し出され、その後南武線、1949年に飯田線、1951年に宇部線に移っている。103は戦後の1946年に南武線に移り、1948年に休車、1950年に富士山麓電気鉄道に譲渡された。104は1945年に東急井の頭線に応援として貸し出された後は102と同様の経過で宇部線に移っている。105は1945年に五日市線で客車代用となり、1948年10月、正式に客車に類別変更されナハ2330となった。その後、事業用車（工事車）に転用されナヤ6580に、さらに1953年（昭和28年）にナヤ2650に改番されている。106は1946年に南武線に移り、1949年に相模鉄道に譲渡されている。
1953年6月の車両形式称号規程改正時点で国鉄に在籍したのは102と104のみで、クハ6100形（6100, 6101）と改番の後、1950年1月に廃車され、小湊鉄道に譲渡された。

### デハ500形 → モハ500形
デハ500形は、1930年（昭和5年）汽車製造東京支店製の半鋼製両運転台形制御電動車で、4両（501 - 504）が製造された。
関東の私鉄としては、初めて車体長18m級とした点が特筆され、鉄道省車をも上回る製造当時の関東では最大の電車であったが、電装部品は在来車を踏襲したデッカー系で65kW級の低出力形主電動機装備、引き続き長型台枠として古めかしいトラスバーも残るなど、同時期の関西私鉄各社の電車における著しい技術発展状況と比較すると性能・構造とも数年の遅れがあり、1930年製の新車としては見劣りは否めないものであった。
車体の基本デザインや走行装置については、デハ100形を踏襲しているが、初めて乗務員室に専用の扉が設けられた。側面窓配置はd1D5D5D1dで、寸法は最大長18804mm×最大幅2780mm×最大高4098mm、自重は36.0tで、定員は140人（うち座席48人）である。外観上の顕著な特徴は、屋根上に通風器がなく、側面幕板に長方形のカバーのついた換気口が片側2か所に設けられていることである。台車は在来車と同クラスのイコライザー式ではあるが、従来使用されてきた鉄道省TR10系に代わり、平鋼材リベット組立式のボールドウィン型が採用されている。
国有化後は全車が電装解除され、1945年時点で501が五日市線で客車代用、502が衝突事故により休車、503が東急井の頭線へ応援に貸し出された後南武線に転属、504が東武東上線に貸し出されていた。503を除いていずれも1946年までに休車となり、全車が1948年から1949年に廃車され、相模鉄道と上毛電気鉄道に譲渡された。

### クハ500形 → モハ500形
クハ500形は木南車輌製造製の半鋼製両運転台形制御車である。1940年（昭和15年）11月および1941年7月に2両ずつ（505 - 508）が製造された。しかし、この頃には鉄鋼需給統制規則が公布され、車輌新製に対する規制が強まっていたため、電動機の調達ができず、全車が制御車として落成している。番号は、当初から前述のモハ500と同様の機器を使用して電動車化を予定していたための連番とされたが、形態は全く異なり、全溶接車体となり、側窓の配置は同じd1D5D5D1dであるものの、2段上昇式に変更して天地寸法が大きく拡大され、特に窓下辺の低さは特徴的である。寸法は最大長18804mm×最大幅2780mm×最大高4097mm、自重は30.0tで、定員は140人（うち座席48人）である。通風器もガーランド形を4個屋根上に設置し、最初からパンタグラフも装備していた。また、青梅電気鉄道初のドアエンジン装備車で、扉下部のステップを除去した形式であり、本形式の入線を機にプラットホームの高さを嵩上げし、在来車に対しても同様の改造が実施された。
電装品は結局2両分しか確保できず、買収直前の1944年2月に505, 506に対して電装が実施されたのみである。電動機は東洋電機製の出力75kWのものを4個装備し、歯車比は1:3.50であった。それに伴い、自重は37.0tに増加している。507と508については、モハ1000形（1001, 1002）の電動機を流用して電装する予定であったが、結局モハ1000形の電装を解除したのみで未施工に終わった。
国有化後は青梅線で使用されたが、1945年に506が衝突事故により休車となり、1949年3月に廃車の上相模鉄道に譲渡。505は1947年に休車となり、その翌年には福塩線、さらに1950年に宇部線へ移った。507は1946年に南武線へ移りさらに1950年には飯田線に移って荷物室を設け「クモハニ」となっていたが最後は身延線であった。508は1947年に休車となり1950年に飯田線、その翌年に福塩線へ移っている。
1953年の車両形式称号規程改正時点では、505, 507, 508の3両がいずれも制御車として残っており、クハ6110形（6111, 6112, 6110）に改められた。これらの廃車は、6110が1959年（昭和34年）2月、6111が1955年（昭和30年）6月、6112が1956年（昭和31年）7月で、いずれも解体された。

### サハ1形
サハ1形は、1941年（昭和16年）2月に鉄道省から譲り受けた付随車で、車号は10であった。鉄道省時代はサハ19形（19013）で、もとは1918年（大正7年）10月、日本車輌製造製のデハ6310形（16323）で、サハ6410形（16422）を経て1928年（昭和3年）にサハ19形となっていたものである。払下げに際して、自社工場で車体更新が実施され、扉下部のステップを復活し、自動扉を手動扉に戻している。
国有化後の1945年には南武線に転属していたが、4月15日の空襲により矢向電車区内で焼失、1946年（昭和21年）11月に除籍となった。

### サハ700形 → クハ700形
サハ700形は、1944年1月に木南車輌製造で鉄道省の木造客車の鋼体化名義で製造された付随車で、3両（701 - 703）が存在した。名義上の種車は番号順に、ホヤ6703，ホハニ4053，ナユニ5420であるが、全車が車体長18m級の本形式に対して種車の台枠長はそれぞれ異なっており、種車からどれほどの資材が再用されたのかは不明で、実質的には新製といえる。
車体形状は、クハ500形（505 - 508）と同調しているが、乗務員室扉がなく、扉に相当する位置の窓は幅が狭くなっていた。しかし、運用上の不便があったのか、直後に立川方に運転台が整備され、同年3月末日付けでクハ700形に改められた。運転台は、背後にH形のポールを立てたのみの簡便な構造であった。この時点での寸法は最大長18800mm×最大幅2690mm×最大高3738mm、自重は29.0tで、定員は140人（うち座席42人）である。
国有化後、703は1945年1月に衝突事故により休車となり、1949年3月に廃車されて富士山麓電気鉄道に譲渡された。701と702は1946年に休車となったが、1949年に両車とも身延線に移り、702は1950年にさらに飯田線、福塩線へ移った。身延線の701は1950年8月に焼失し、1951年2月に廃車となって相模鉄道に譲渡。702は、1953年の車両形式称号規程改正により、クハ6120形（6120）に改められた後、1956年3月に廃車解体された。この車は更新修繕の際、乗務員室扉が整備されていた。

## 譲渡
青梅電気鉄道の電車は比較的早期に淘汰対象となったため、戦後の車両不足の折に下記の11両が私鉄に譲渡された。この中では、小湊鉄道で気動車に改造された2両が特筆される。また、相模鉄道も6両の譲渡を受けて一時電動貨車として使用した後、整備の上旅客用（2000系電車）として使用した。1970年から翌年にかけて廃車されたものの、走行機器は2100系電車に転用された。
- モハ103 - 富士山麓電気鉄道ロハ300（1950年10月） → ロハ901（改番） → 流山電鉄クハ53（1968年譲渡） → 廃車
- モハ106 - 相模鉄道モワ3（1950年5月） → モハ2014（1953年12月） → 廃車（1970年5月。モハ2104に機器転用）
- モハ501 - 相模鉄道モワ1（1950年5月） → モハ2011（1952年4月） → 廃車（1971年10月。モハ2105に機器転用）
- モハ502 - 相模鉄道モワ2（1950年5月） → モハ2012（1952年4月） → 廃車（1970年5月。モハ2103に機器転用）
- モハ503 - 上毛電気鉄道クハ501（1950年5月） → 廃車
- モハ504 - 相模鉄道クハ2506（1952年5月） → 廃車（1966年12月）
- モハ506 - 相模鉄道モワ4（1951年6月） → モハ2013（1953年9月） → 廃車（1971年10月。モハ2106に機器転用）車体は東急車輛製造経由西武所沢車両工場で更新伊予鉄道モハ431（1972年8月)　→サハ531(1978年）　→廃車(1991年）
- クハ701 - 相模鉄道クハ2507（1953年7月） → 廃車（1970年5月。クハ2601に機器転用）
- クハ703 - 富士山麓電気鉄道モハ22（1951年1月） → モハ603（改番） → モハ3604（1964年7月近代化） → モハ3605（改番） → 廃車
- クハ6100 - 小湊鉄道キハ6100（1956年4月） → 廃車（1976年）[1]
- クハ6101 - 小湊鉄道キハ6101（1956年4月） → 廃車（1978年）[1]